# Isabelle Blancke
Isabelle Blancke (België, 1 juli 1973 - Veurne) is een Belgisch architect en mede-oprichter van het bureau Dierendonckblancke Architecten (2009). De onderneming is gelegen in Gent. In 2009 maakte het duo al deel uit van de NICHE-reeks in BOZAR, die gewijd was aan jonge Belgische architecten. Sindsdien werkten zij aan een eigenzinnig en intuïtief oeuvre met veel aandacht voor detail. Vandaag is hun oeuvre uitgegroeid tot een van de vaste waarden van de Vlaamse architectuur scène.

## Levensloop
Na haar studie architectuur verhuist Blancke voor vijf jaar naar Parijs waar ze bij verschillende bureaus werkt als architect, waaronder bij Agence Dominique Perrault, Agence Patrice Mottini, Atelier Christian de Portzampare en Atelier Robain-Guieysse. Terug in België sluit Blancke zich aan bij onder andere Beel - De Geyter Architecten. Dertien jaar na haar studies richtte Blancke samen met haar echtgenoot Alexander Dierendonck het architectenbureau Dierendonckblancke Architecten op.

## Visie
De architectuurprincipes van het bureau Dierendonckblancke architecten bevinden zich in de eenvoudige functionele ruimte. Het startpunt van de ontwerpen is altijd het programma, omdat het veel factoren en restricties met zich brengt. Er is geen voorafgaande ingesteldheid waarmee men kijkt naar een project. Dit leidt tot een methode waarbij het project eerst schematisch en organisatorisch getekend wordt. Hierna worden de materialen en structurele aspecten ontwikkeld. Blancke en Dierendonck zien een gebouw als een machine waarin de functie overheerst, als een reactie op de voortdurende verandering in de maatschappij. Architectuur wordt pas gecreëerd nadat het ontwerp voldoet aan de bestaande voorwaarden, waarbij een logisch gebruik en een duurzame manier van bouwen een belangrijke rol spelen.
Elk ontwerp vloeit voort uit een constante discussie tussen de ontwerpers en externe personen. Deze constante dialoog is essentieel in het ontwerpproces en zorgt voor een constante bevraging van de ontwerpparameters en de brede context van het project. Er ontstaat pas een architectuur van zodra de architecten de voor de hand liggende randvoorwaarden op een creatieve manier regenereren. Daardoor kunnen ze een meerwaarde realiseren.
Alexander Dierendonck definieert de aanpak van het bureau als 'no nonsense'. "Het programma met de verschillende parameters en al zijn beperkingen is altijd het uitgangspunt voor het ontwerp. Er is geen sprake van een vooraf afgesproken aanpak. Geen maniërisme, geen wil om te creëren wat toch niet direct voortvloeit uit de beperkingen van het ontwerp." Dit leidt tot een ontwerpmethode waarbij het bouw- en organisatieschema wordt uitgeschakeld. Er is een continue terugkoppeling van de materialisatie tot het structurele aspect.

## Werk
Het bureau van het Gentse koppel trok voor het eerst publieke aandacht met hun buurthuis Spikkerelle in Avelgem, dat was genomineerd voor de EU Mies Award 2009. Het bureau is verschillende keren genomineerd voor de EU Mies Award, alsook voor de Belgian Building Awards en FAB Awards. Het werk van Dierendonckblancke is tentoongesteld in verschillende tentoonstellingen in Brussel, Hamburg, Frankfurt, Madrid, Londen en Sao Paolo.
Blancke wordt regelmatig uitgenodigd als jurylid bij verschillende prijsuitreikingen en wedstrijden. Bovendien is Blancke ook een jurylid bij verschillende architectuurscholen en - instituten.
Dierendonckblancke architecten verscheen tweemaal in het Architectuurboek Vlaanderen N° 12 met het ontwerp voor het ontmoetingscentrum te Beselare en met de zorgwoningen ‘Het Gielsbos’. Dat renovatieproject werd een jaar later opengesteld tijdens het Festival van de architectuur. Later, in 2019, was Blancke lid van de redactie voor het Architectuurboek Vlaanderen n°14. Samen met Jürgen Vandewalle schreef Blancke een essay waarin de problematiek werd aangehaald rond het gebrek aan kwalitatieve buitenruimte bij sociale woningbouw. In het essay tracht Blancke de ontwerper uit te dagen om die beperkingen om te zetten in ruimtelijke kwaliteiten. Dat principe staat bij Dierendonckblancke architecten al ettelijke jaren centraal.
Blancke en haar echtgenoot Alexander Dierendonck wonnen in 2016 in samenwerking met Robbrecht en Deamarchitecten de ontwerpwedstrijd voor een nieuw VRT- en RTBF-gebouw voor het mediapark in Brussel. Dat draagt bij tot de opwaardering van de buurt die in combinatie met de bouw van nieuwe woningen en enkele voorzieningen en diensten moet zorgen voor de sociale cohesie van buurtbewoners.

## Projecten[1]
- 2007: Spikkerelle, Avelgem, België
- 2009: Het GielsBos, Gierle, België
- 2012: BRS, Oostduinkerke, België
- 2013: De Leege Platse, Beselare
- 2016: De Tol, Riemst, België
- 2016: Kosmos, Antwerpen, België
- 2016: Condor, Brussel, België
- 2016: Dreef 10, Zomergem, België
- 2017: OC Kasterlee, Kasterlee, België